# Amministrazione apostolica dell'Uzbekistan
L'amministrazione apostolica dell'Uzbekistan (in latino Administratio Apostolica Usbekistaniana) è una sede della Chiesa cattolica immediatamente soggetta alla Santa Sede. Nel 2022 contava 4.024 battezzati su 34.933.958 abitanti. È retta dal vescovo Jerzy Maculewicz, O.F.M.Conv.

## Territorio
L'amministrazione apostolica si estende sull'intero territorio dell'Uzbekistan, nell'Asia centrale.
Sede dell'amministrazione apostolica è la capitale Tashkent, dove si trova la cattedrale del Sacro Cuore.
Il territorio è suddiviso in 5 parrocchie: la cattedrale del Sacro Cuore a Tashkent, la  chiesa di Sant'Andrea a Bukhara, la chiesa di Santa Maria a Ferghana, la chiesa di San Giovanni Battista a Samarcanda e la chiesa di Nostra Signora, Madre di Misericordia a Urgench.

## Storia
Una prima significativa presenza cattolica nella regione che oggi corrisponde all'Uzbekistan risale al basso medioevo, quando, in seguito allo sviluppo dei rapporti tra l'Europa e l'impero mongolo (Khanato Chagatai), sorsero diversi conventi francescani e domenicani. In questo periodo fu eretta anche una diocesi cattolica, la diocesi di Samarcanda, attiva nella prima metà circa del XIV secolo.
Le missioni cattoliche furono poi interrotte per diversi secoli. Solo tra la fine del XIX e l'inizio del XX secolo, è documentata la presenza di fedeli cattolici, per lo più europei che abitavano la regione e che comprendevano esuli, militari dell'esercito zarista, prigionieri di guerra e rifugiati. La prima cappella cattolica fu aperta a Tashkent tra il 1883 e il 1885. Ma fu soprattutto grazie all'opera del sacerdote lituano padre Justinas Bonaventūra Pranaitis, che il cattolicesimo poté radicarsi in Uzbekistan: a lui si deve la costruzione di diverse chiese, a Aşgabat (Turkmenistan), Kyzyl-Arvat (Turkmenistan), Fergana e Samarcanda (Uzbekistan). Con l'avvento del regime sovietico e le repressioni staliniane degli Anni Trenta, tutte le chiese furono chiuse o distrutte; il parroco di origine bielorussa Iosif Savinskij fu fucilato come reazionario il 26 dicembre 1937.
Dopo la dissoluzione dell'Unione Sovietica e la nascita della repubblica indipendente dell'Uzbekistan, poterono riprendere le missioni cattoliche nel paese, anche grazie all'instaurarsi di relazioni diplomatiche tra la Santa Sede e il paese dell'Asia centrale nel 1992. L'anno prima i francescani conventuali polacchi decisero di aprire la missione in Uzbekistan, venendo in aiuto dell'unico prete cattolico presente sul territorio. Contestualmente le comunità cattoliche del paese furono affidate alla cura pastorale degli amministratori apostolici di Karaganda.
La missione sui iuris fu eretta il 29 settembre 1997, ricavandone il territorio dall'amministrazione apostolica di Karaganda dei Latini (oggi diocesi di Karaganda).
Il 1º aprile 2005 la missione sui iuris è stata elevata ad amministrazione apostolica con la bolla Totius dominici gregis di papa Giovanni Paolo II.
Il 9 agosto 2013 la Congregazione per il culto divino e la disciplina dei sacramenti ha confermato san Giovanni Paolo II patrono principale dell'amministrazione apostolica.

## Cronotassi dei vescovi
Si omettono i periodi di sede vacante non superiori ai 2 anni o non storicamente accertati.
- Krzysztof Kukulka, O.F.M.Conv. (29 settembre 1997 - 1º aprile 2005 dimesso)
- Jerzy Maculewicz, O.F.M.Conv., dal 1º aprile 2005

## Statistiche
L'amministrazione apostolica nel 2022 su una popolazione di 34.933.958 persone contava 4.024 battezzati, corrispondenti allo 0,0% del totale.
| anno | popolazione | popolazione | popolazione | presbiteri | presbiteri | presbiteri | presbiteri                | diaconi | religiosi | religiosi | parrocchie |
| anno | battezzati  | totale      | %           | numero     | secolari   | regolari   | battezzati per presbitero | diaconi | uomini    | donne     | parrocchie |
| ---- | ----------- | ----------- | ----------- | ---------- | ---------- | ---------- | ------------------------- | ------- | --------- | --------- | ---------- |
| 1999 | 3.500       | 23.000.000  | 0,0         | 4          |            | 4          | 875                       |         | 5         | 4         | 6          |
| 2000 | 2.800       | 23.000.000  | 0,0         | 5          | 1          | 4          | 560                       |         | 5         | 4         | 3          |
| 2001 | 3.000       | 23.000.000  | 0,0         | 9          | 2          | 7          | 333                       |         | 9         | 8         | 3          |
| 2002 | 3.000       | 25.000.000  | 0,0         | 9          | 2          | 7          | 333                       |         | 9         | 8         | 5          |
| 2003 | 4.000       | 25.000.000  | 0,0         | 8          |            | 8          | 500                       |         | 10        | 9         | 5          |
| 2005 | 4.000       | 25.000.000  | 0,0         | 9          |            | 9          | 444                       |         | 12        | 9         | 5          |
| 2007 | 4.000       | 26.339.000  | 0,0         | 9          |            | 9          | 444                       |         | 11        | 9         | 5          |
| 2010 | 3.500       | 28.000.000  | 0,0         | 9          | 1          | 8          | 388                       |         | 10        | 9         | 5          |
| 2014 | 3.500       | 30.183.000  | 0,0         | 9          | 2          | 7          | 388                       |         | 9         | 9         | 5          |
| 2017 | 3.039       | 31.318.039  | 0,0         | 7          | 1          | 6          | 434                       |         | 8         | 8         | 5          |
| 2020 | 3.098       | 31.867.000  | 0,0         | 8          |            | 8          | 387                       |         | 12        | 10        | 5          |
| 2022 | 4.024       | 34.933.958  | 0,0         | 9          |            | 9          | 447                       |         | 14        | 18        | 5          |